# دیو کاکرام
دیو کاکرام (انگلیسی: Dave Cockrum؛ متولد ۱۱ نوامبر ۱۹۴۳، درگذشت ۲۶ نوامبر ۲۰۰۶) یک نویسنده، قلم‌زن و جوهرزن اهل ایالات متحده آمریکا است.
وی بیشتر برای همکاریش با مارول کامیکس و خلق لژیون ابر-قهرمانان و مردان-اکس غیرطبیعی شناخته می‌شود.